# Desa Cibodas (administrativ by i Indonesien, Jawa Barat, lat -6,88, long 108,24)
Desa Cibodas är en administrativ by i Indonesien.   Den ligger i provinsen Jawa Barat, i den västra delen av landet, 170 km öster om huvudstaden Jakarta.